# Kloster Ottobeuren

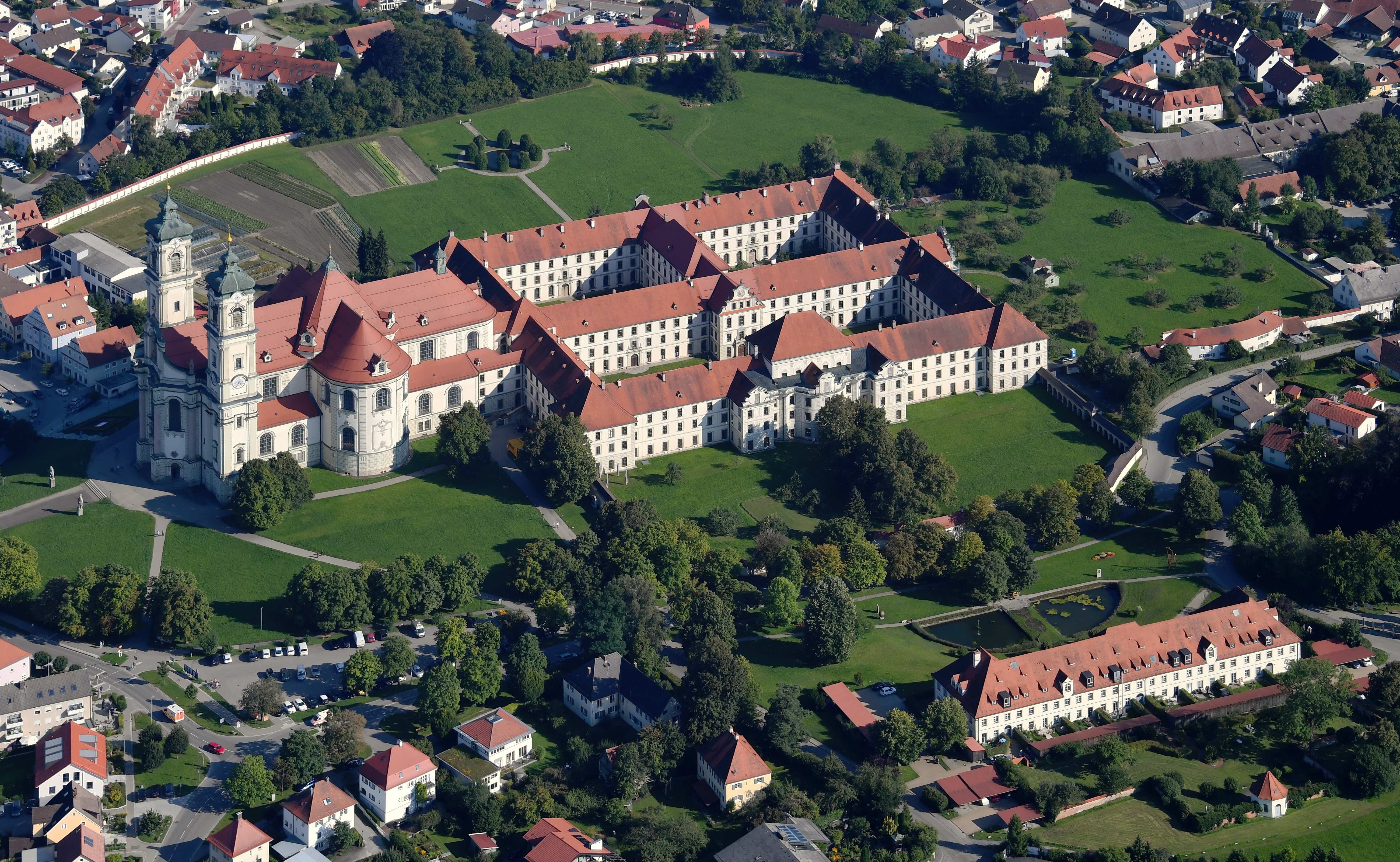
Benediktinerabtei Ottobeuren

Das Kloster Ottobeuren (lat. Abbatia Ottoburana) ist eine Benediktinerabtei im oberschwäbischen Ottobeuren. Der auch als „Schwäbischer Escorial“ bezeichnete Baukomplex liegt in der Diözese Augsburg. Die Abtei gehört der Bayerischen Benediktinerkongregation an.
Im Kloster leben 14 Mönche unter der Leitung von Prior-Administrator Pater Christoph Maria Kuen OSB (2025).

## Geschichte

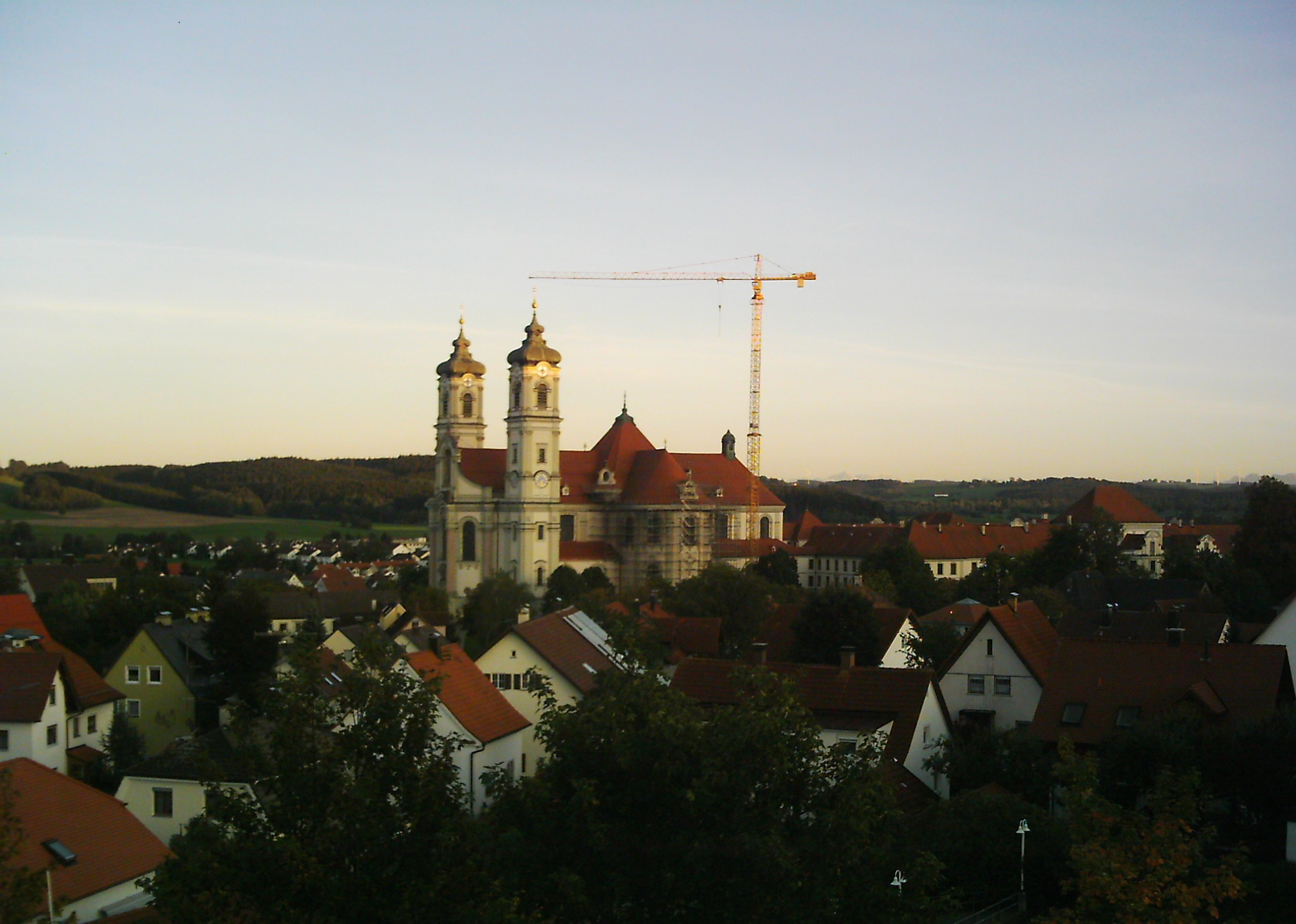
Basilika und Kloster während der 2004 begonnenen Renovierungsarbeiten

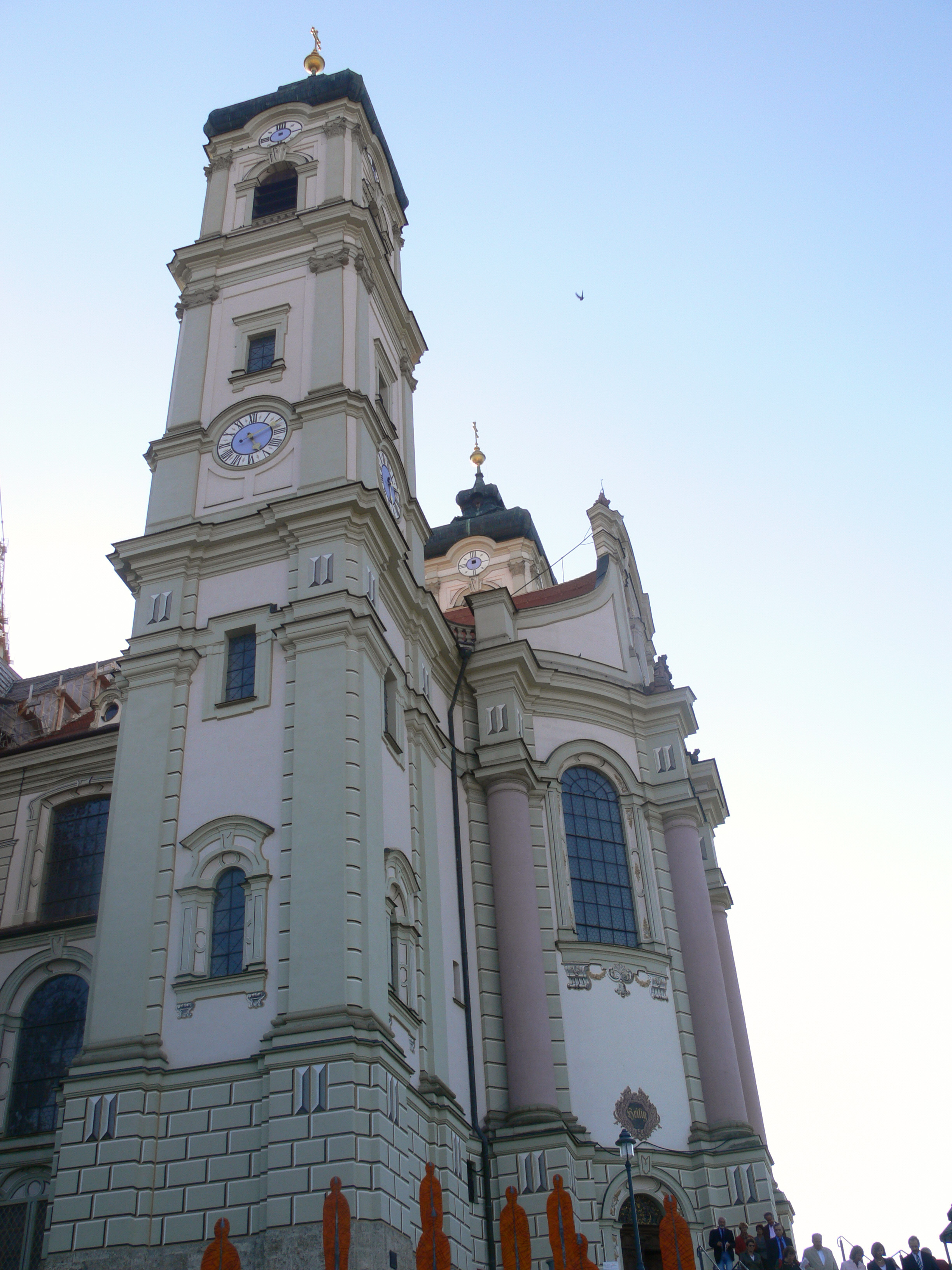
Ostturm der Basilika, 2007

Das den beiden Heiligen Alexander von Rom und Theodor Tiro geweihte Kloster wurde 764 durch Silach, einen alemannischen Adligen, gegründet und 972 durch Kaiser Otto I. zur Reichsabtei erhoben.
Zeitweise dem Bischof von Augsburg unterstellt, begann die Blütezeit der Mönchsgemeinschaft im Zeitalter der Kirchenreform. Abt Adalbert (1050–1069) wurde Klosterleiter in St. Emmeram in Regensburg, dem Kloster Wilhelms von Hirsau (1069–1091), die Klosterreform in Ottobeuren ging zunächst von St. Blasien aus, mit Abt Rupert I. (1102–1145) hielt dann die Hirsau-Georgener-Reform in Ottobeuren Einzug. Von Ottobeuren strahlte die Klosterreform dann nach Ellwangen und Marienberg (in Südtirol), Letzteres eine Neugründung, die allein fünf Ottobeurer Professen nacheinander als Äbte bekam.
Ottobeuren selbst erlangte im Verlauf des 12. Jahrhunderts näheren Kontakt zu Papst und Königtum. Im 13. Jahrhundert entwickelte sich das Kloster zu einer Reichsabtei, die 1624 vom Reichskammergericht bestätigt wurde. Das Herrschaftsgebiet des Klosters umfasste auch 27 Dörfer des Umlandes. Die Unterstellung Ottobeurens unter die Landesherrschaft des Augsburger Bischofs und innerer Verfall machten dem Kloster im späten Mittelalter schwer zu schaffen.

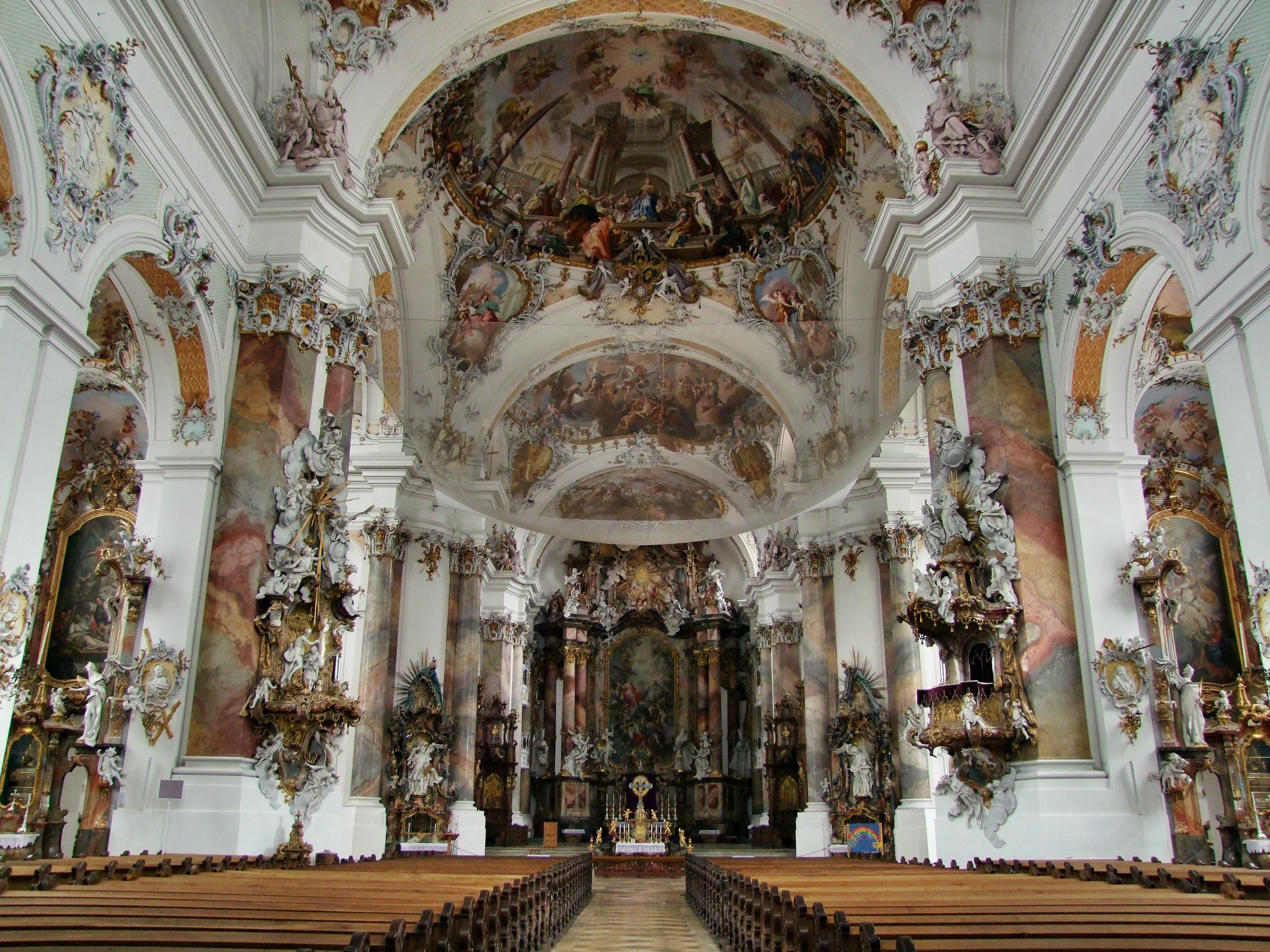
Innenansicht der Basilika, 2009

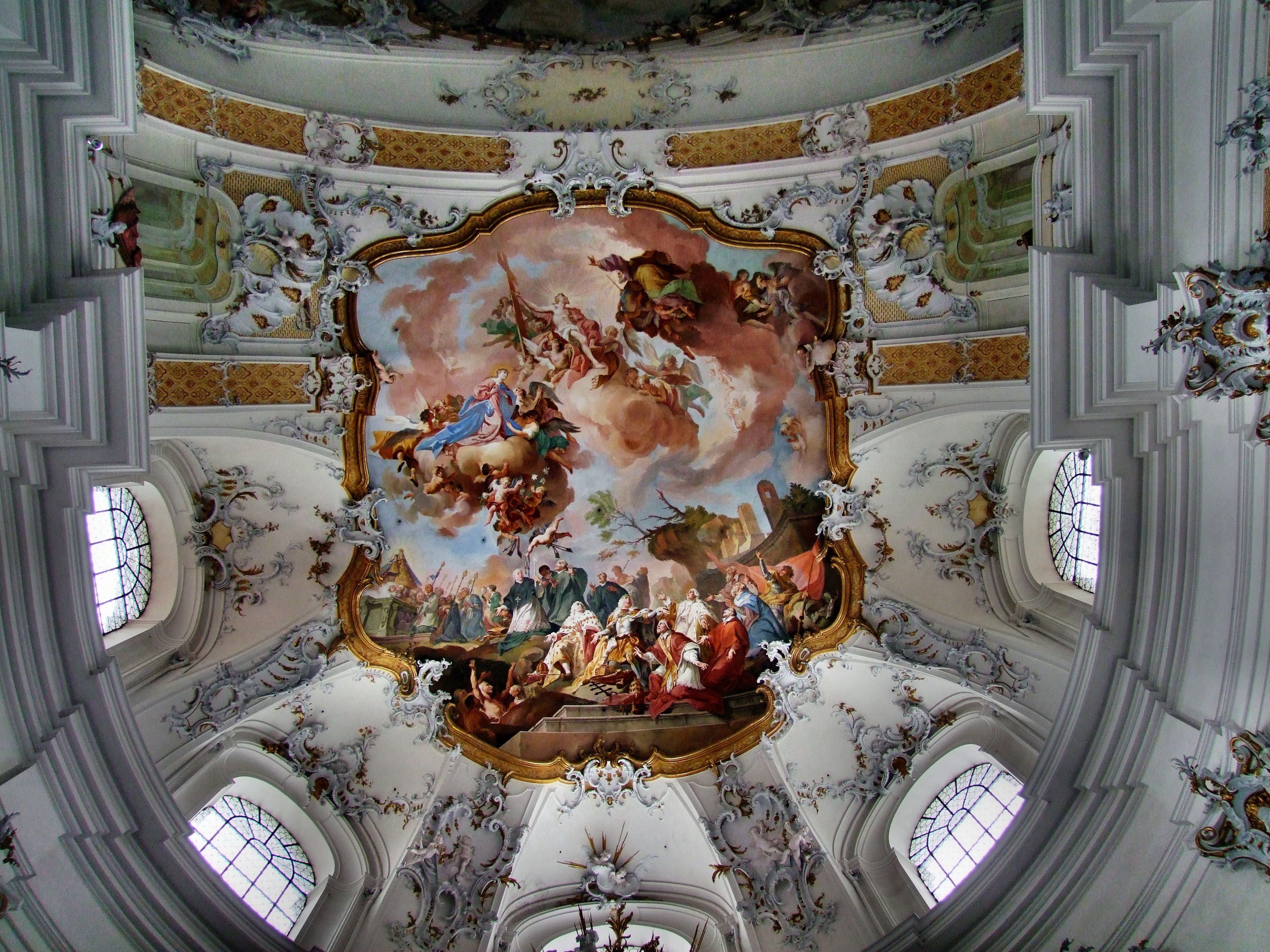
Deckenfresko in der Basilika, 2009

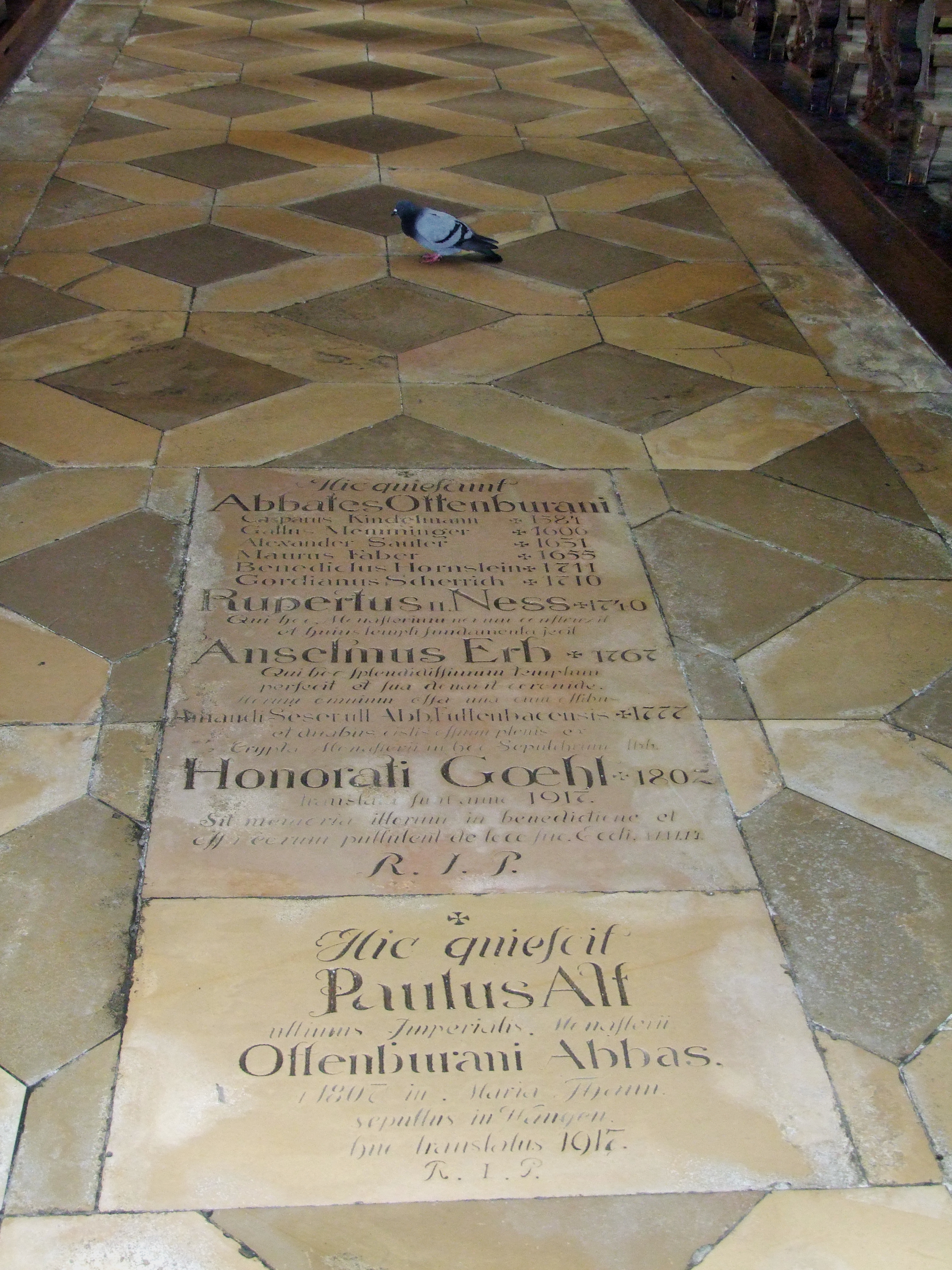
Gruftplatten verstorbener Äbte im nördlichen Hauptschiff der Basilika, 2009

Der Memminger Benediktinermönch, Philologe und Humanist Nikolaus Ellenbog (1481–1543), der selbst an den Universitäten Heidelberg, Krakau und Montpellier studiert hatte, war Initiator der Gründung einer Universität Ottobeuren. Diese im Jahre 1543 von den schwäbischen Benediktinerabteien Donauwörth, Elchingen, Irsee, Ochsenhausen, Ottobeuren, Weingarten, Wiblingen und Zwiefalten unter Führung der Fürstabtei Kempten gegründete Universität Ottobeuren wurde jedoch ein Jahr später als Universität Elchingen im Kloster Elchingen weitergeführt und fiel letztlich ein weiteres Jahr später dem Schmalkaldischen Krieg zum Opfer. Die ehemalige Ottobeurener Universität ging später in der Universität Dillingen auf.
Die Reformation ging an Ottobeuren vorüber, die mächtige barocke Klosteranlage mit der Klosterkirche, einem der Hauptwerke des europäischen Barock, zeigen die wirtschaftliche Bedeutung des Klosters.
Das Kloster wurde 1802 im Zuge der Säkularisation aufgelöst. Achtzehn der ursprünglich achtundvierzig Mönche konnten in Ottobeuren bleiben. 1835 wurde das Kloster als Priorat der Augsburger Abtei St. Stephan wieder errichtet, 1918 wurde es dank einer privaten Schenkung wieder selbständige Abtei.
Von Januar 1945 bis zum Ende des Zweiten Weltkrieges hielt sich der Zentrumspolitiker Georg Schreiber im Kloster Ottobeuren auf.
Von 1946 bis 1975 betrieb das Kloster in seinen Räumen ein Progymnasium (5. bis 10. Klasse) in der Form eines Jungeninternats: das Collegium Rupertinum.
Von 1984 bis 1993 war das Kloster Ottobeuren als Kandidat für die Erhebung zum Weltkulturerbe auf der Tentativliste der UNESCO platziert.

## Basilika St. Alexander und St. Theodor
Die spätbarocke Basilika wurde als Klosterkirche 1737–1766 von Simpert Kraemer (bis 1748) und Johann Michael Fischer erbaut und ist dem Hl. Alexander und dem Hl. Theodor geweiht. Der Bau fand in der Regierungszeit der Äbte Rupert Neß und Anselm Erb statt. Zur reichen Ausstattung gehören unter anderem Kuppel- und Deckenfresken sowie Altarbilder der Vettern Johann Jakob und Franz Anton Zeiller aus Tirol, Stuckfiguren von Johann Joseph Christian, Stuckarbeiten von Johann Michael Feuchtmayer dem Jüngeren. Fast unverändert sind die zwei weithin berühmten barocken Chororgeln von Karl Joseph Riepp: die viermanualige Dreifaltigkeitsorgel mit 47 Registern und die zweimanualige Heiliggeistorgel mit 27 Registern, die erstere mit klassisch-französischer Disposition. Der Erbauer betrieb nebenher unter anderem in Dijon (Burgund) einen Weinhandel. Das Chorgestühl stammt von Martin Hermann (Schreinerarbeiten) und Johann Joseph Christian (Reliefs) und gilt als eines der schönsten des süddeutschen Barock. Mittelpunkt der Kirche ist ein romanisches Kruzifix (um 1220). Die ungewöhnliche Nord-Süd-Ausrichtung der Kirche ist durch ihre Lage innerhalb der Gesamtanlage bedingt, deren Grundriss die Form eines Kreuzes hat. 1926 wurde die Klosterkirche von Papst Pius XI. zur Päpstlichen Basilika erhoben.

## Klostergebäude

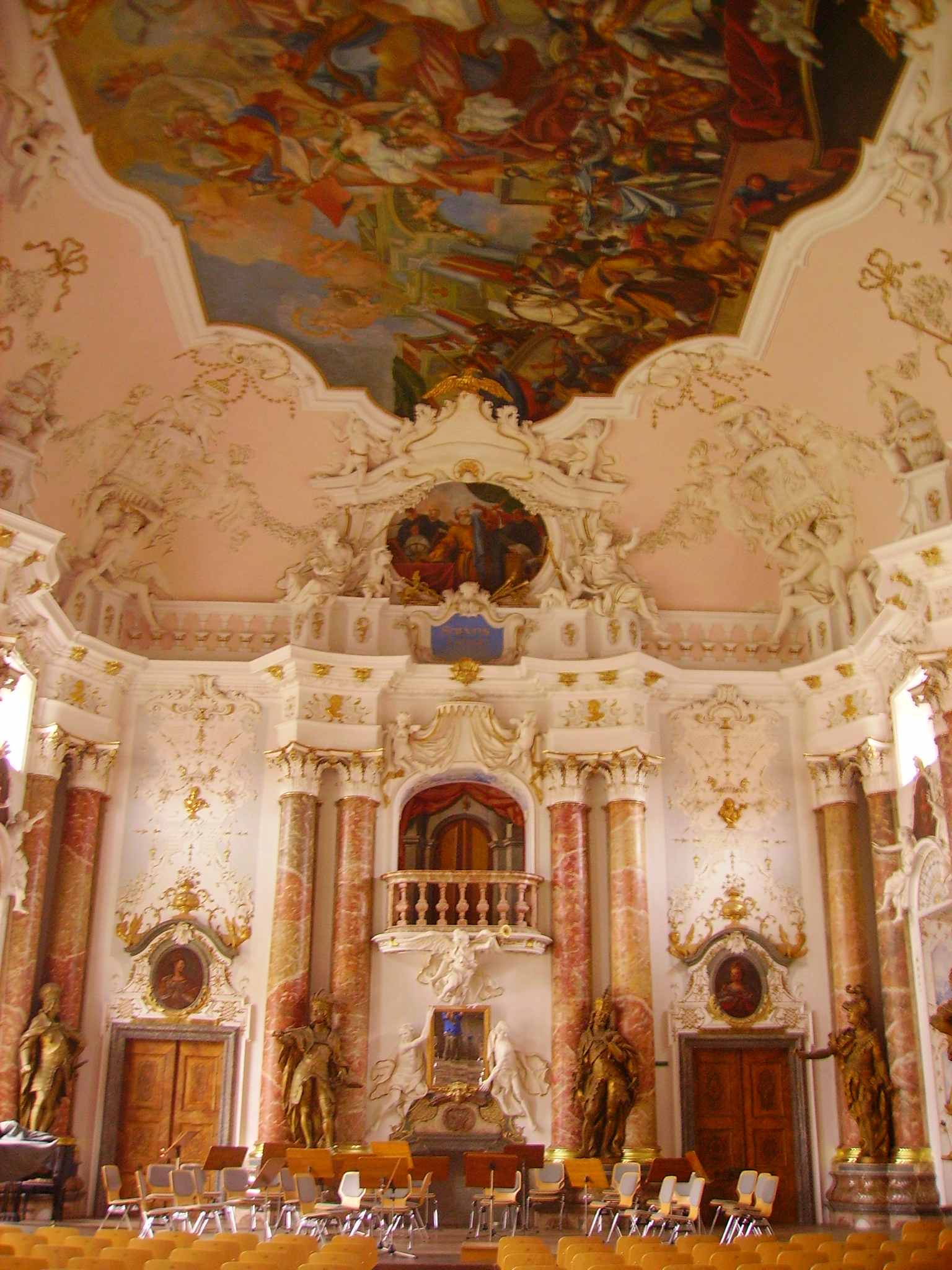
Ottobeuren Kloster Kaisersaal

Die Gesamtanlage ist ein Geviert von 142 mal 128 m, beziehungsweise 33 zu 29 Fensterachsen. Die barocken Klostergebäude sind teilweise im Rahmen des Klostermuseums zugänglich. Der repräsentative Kaisersaal und andere Säle belegen in ihrer reichen Ausstattung den materiellen Reichtum, die politische Macht und das damit einhergehende Repräsentationsbedürfnis der Reichsabtei; der intime Theatersaal ist ein Zeugnis für die kulturelle Blüte Ottobeurens zur Barockzeit.
Besonders bedeutend ist die Klosterbibliothek, deren Ursprünge in der Gründungszeit des Klosters liegen. Im 18. Jahrhundert neu erbaut, ist sie mit den prächtigen Deckenbildern von Elias Zobel, den Stuckdecken von Johann Baptist Zimmermann und der homogenen barocken Inneneinrichtung wichtiger Teil des Gesamtkunstwerks der Klosterarchitektur. In der Bibliothek finden sich neben vielen mittelalterlichen Handschriften, Hunderten von Inkunabeln und frühen Drucken etwa 15.000 in Schweinsleder gebundene Folianten.

## Veranstaltungen
In der Klosterkirche und im Kaisersaal finden seit 1945 auf Anregung von Ernst Fritz Schmid klassische Konzerte in der Reihe Ottobeurer Konzerte statt, teilweise mit weltberühmten Dirigenten wie Herbert von Karajan und Leonard Bernstein. Bis zum Jahr 2014 fand in der Basilika von Mai bis Oktober an jedem Samstagnachmittag um 16 Uhr ein Orgelkonzert an den berühmten Riepp-Orgeln und der großen Marienorgel statt. Die Konzerte wurden von dem Memminger Organisten Adalbert Meier als Benefizkonzerte zugunsten des Deutschen Aussätzigen-Hilfswerkes (DAHW) initiiert. In den letzten 45 Jahren wurden dadurch ca. 3 Mio. Euro an Spendengeldern eingespielt. Von 2015 bis 2023 fanden nur an ausgewählten Samstagen Orgelkonzerte statt, 2024 wurde die Orgelkonzertreihe unter Leitung des neuen Basilikaorganisten Christoph Hauser wieder eingeführt. Sie finden wie früher samstags um 16:00 Uhr statt, zwischen Mitte Mai und Mitte Oktober.

## Äbte von Ottobeuren
(zwischen 1835 und 1918 stand der Obere von Ottobeuren nur im Rang eines Priors)

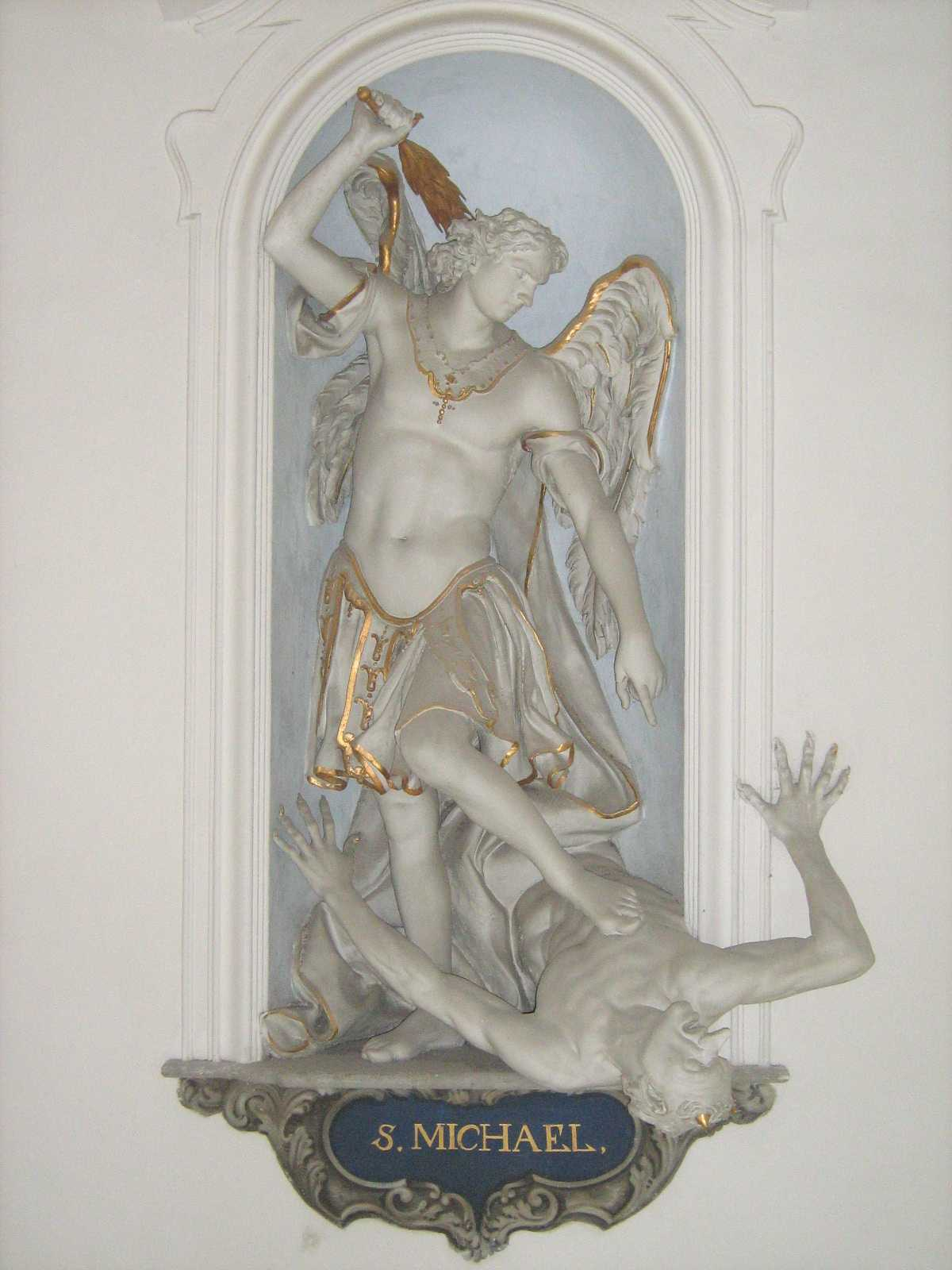
Figur des Erzengel Michael im Kloster, 2008

| - Toto (764–814) - Milo (814–864) - Neodegar (864–869) - Witgar (869–902) - Birtilo (902–941) - Adalbero (941–972) - Ulrich von Augsburg (972–973) - Rudung (973–1000) - Dangolf (1000–1012) - Sigibert (1012–1028) - Embricho (1028–1050) - Eberhard (1050–1069) - Razelin (1069–1082) - Adalhelm (1082–1094) - Gebhard (1094–1100) - Heinrich I. (1100–1102) - Rupert I. von St. Georgen (1102–1145) - Isingrim (1145–1180) - Bernold (1180–1194) - Konrad I. (1194–1227) - Berthold I. (1227–1246) - Walther (1246–1252) - Heinrich II. (1252–1258) - Siegfried (1258–1266) - Heinrich III. von Bregenz (1266–1296) - Konrad II. (1296–1312) - Heinrich IV. (1312–1322) - Heinrich V. von Nordholz (1322–1353) - Johann I. von Altmannshofen (1353–1371) - Ulrich von Knöringen (1371–1378) - Johann II. von Hocherer (1378–1390) - Heinrich VI. (1390–1399) - Johann III. von Affstetten (1399–1400) | - Johann IV. Russinger (1400–1404) - Eggo Schwab (1404–1416) - Johann V. Schedler (1416–1443) - Jodok Niederhof (1443–1453) - Johann VI. Kraus (1453–1460) - Wilhelm von Lustenau (1460–1473) - Nikolaus Röslin (1473–1492) - Matthäus Ackermann (1492–1508) - Leonhard Wiedemann (1508–1546) - Kaspar Kindelmann (1547–1584) - Gallus Memminger (1584–1599) - Alexander Sauter (1600–1612) - Gregor Reubi (1612–1628) - Andreas Vogt (1628–1633) - Maurus Schmid (1633–1655) - Petrus Kimmicher (1656–1672) - Benedikt Hornstein (1672–1688) - Gordian Scherrich (1688–1710) - Rupert Neß (Rupert II.; 1710–1740) - Anselm Erb (1740–1767) - Honorat Goehl (1767–1802) - Paulus Alt (1802–1807) - Prior Barnabas Huber (1834–1851) - Prior Theodor Gangauf (1851–1859) - Prior Raphael Mertl (1859–1889) - Prior Eugen Gebele (1889–1903) - Prior Theobald Labhardt (1903–1915) - Prior (ab 1918 Abt) Placidus Glogger (1915–1920) - Josef Maria Einsiedler (1920–1947) - Vitalis Maier (1948–1986) - Vitalis Altthaler (1986–2002) - Paulus Maria Weigele (2002–2013) - Johannes Schaber (2013-2025) - Christoph Maria Kuen (Prior-Administrator seit 2025) |

## Weblinks

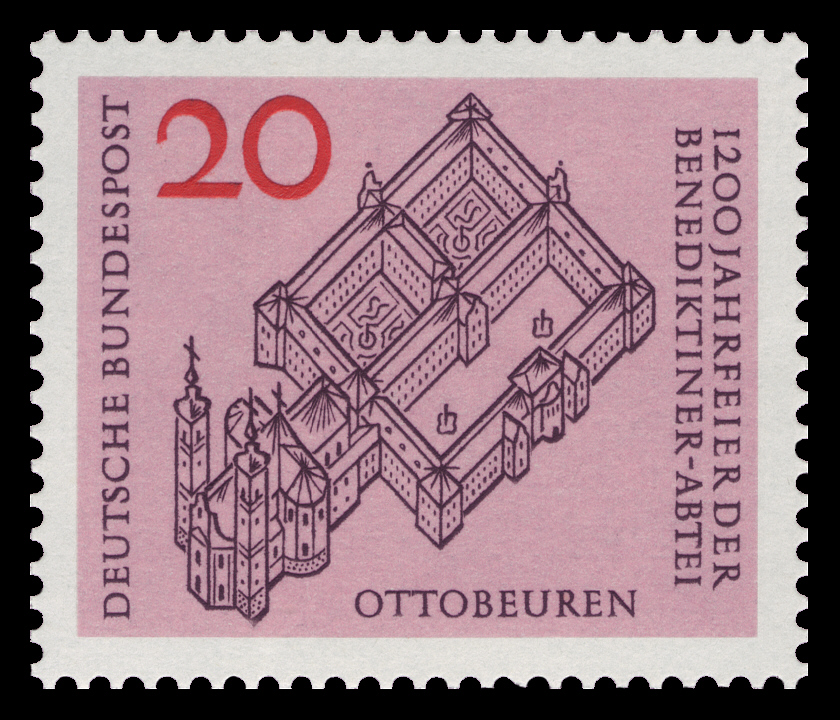
Deutsche Bundespost (1964): 1200 Jahrfeier